# دیزنی دیجیتال نتورک
دیزنی دیجیتال نتورک (انگلیسی: Disney Digital Network) شرکت سرگرمی آمریکایی است، که در سال ۲۰۰۹ توسط لیسا دونوون تأسیس شد.